# Dzisna (miasto)
Dzisna (biał. Дзісна́, ros. Дисна́, lit. Dysna) – miasto na Białorusi, w obwodzie witebskim, w rejonie miorskim; do 1945 w Polsce, w województwie wileńskim, w powiecie dziśnieńskim.
Dzisna położona jest na lewym brzegu Dźwiny, u ujścia Dzisny.
Miasto królewskie położone było w końcu XVIII wieku w województwie połockim.
Liczba mieszkańców wynosi 2,0 tys. (2010).

## Historia

### W I Rzeczypospolitej
Dzisna posiada prawa miejskie od 1563 roku. Pod zaborami oraz w II Rzeczypospolitej istniał powiat dziśnieński w woj. wileńskim. Siedzibą powiatu było Głębokie.

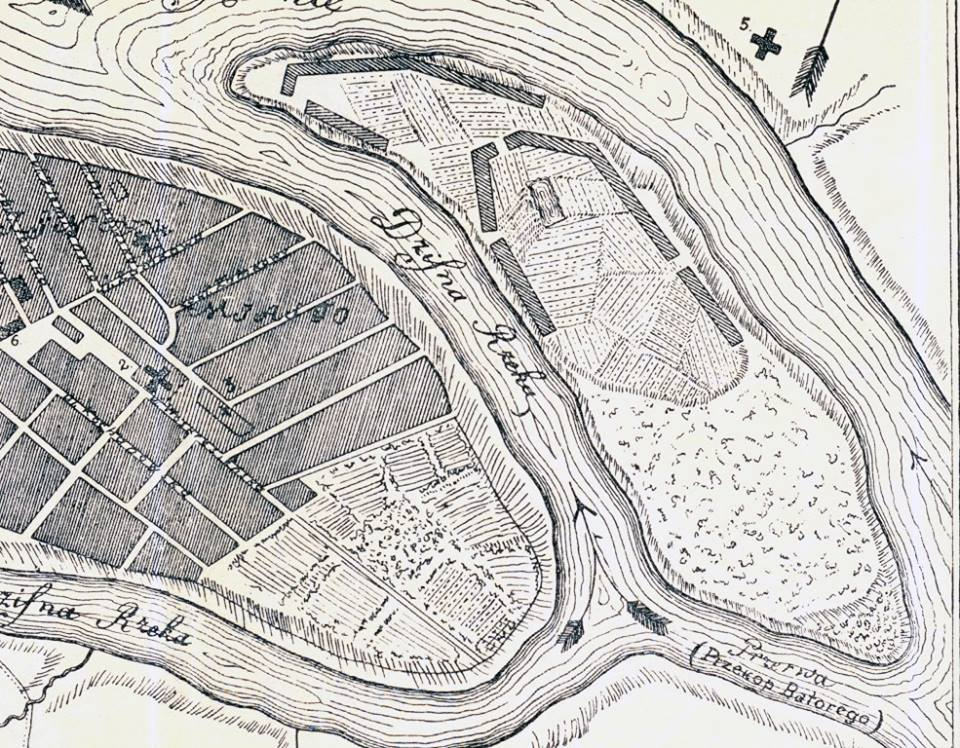
Plan zamku w Dziśnie w XVIII w.

W Dziśnie w centrum miejscowości na Dźwinie znajduje się duża wyspa nazywana „Wyspą Batorego”, gdzie stał zamek, z którego pozostał widoczny zarys wału. Zamek wzniesiony w 1563 przy przeprawie przez rzekę na rozkaz króla Zygmunta Augusta po zajęciu przez Rosjan 12 lutego Połocka w czasie wojny litewsko-rosyjskiej. W 1569 Dzisna otrzymała od Zygmunta Augusta prawa miejskie magdeburskie i herb. Ranga warowni wzrosła w czasie wojny polsko-rosyjskiej Stefana Batorego z Iwanem Groźnym, gdy odbyła się tu koncentracja armii Rzeczypospolitej.
4 sierpnia 1579 w Dziśnie hołd lenny Batoremu złożył książę Kurlandii Gotthard Kettler, po czym po przeglądzie wojska (popisie) dokonanego następnego dnia, ruszyli na Połock. W 1583 stanął tu kościół parafialny z fundacji króla Batorego, który powierzył nad nim opiekę jezuitom z Połocka. W 1630 roku ziemianin z Połocczyzny, Krzysztof Malchiwicz-Chełchowski ufundował tu klasztor franciszkanów, którzy zastąpili jezuitów sprowadzonych przez Batorego. Podczas okupacji moskiewskiej, w marcu 1661 roku ludność miasta obezwładniła moskiewską załogę, powiesiła na bramie zdrajcę burmistrza, który wcześniej poddał Rosjanom miasto i otworzyła bramy żołnierzom regimentarza litewskiego Mikołaja Judyckiego. Miasto spłonęło podczas wojny północnej w 1700 roku.

### Pod zaborami
Po II rozbiorze Polski miasto znalazło się na terytorium Rosji. Do 1809 w miejscowości funkcjonował męski klasztor prawosławny, zamknięty decyzją cara Aleksandra I. W dniu 13 kwietnia 1831 w mieście Łużki w powiecie dziśnienskim ogłoszono akt przystąpienia powiatu do powstania listopadowego i powołano komitet powstańczy z Romualdem Podbipiętą z Plisy na czele. Wojskiem dowodził płk Walenty Brochocki z Głębokiego, który wraz z 3 tys. ochotników wyzwolił Dzisnę.

### W II Rzeczypospolitej
Według Powszechnego Spisu Ludności z 1921 roku miasto zamieszkiwało 4413 osób, 879 było wyznania rzymskokatolickiego, 780 prawosławnego, 2 ewangelickiego, 2.742 mojżeszowego a 10 staroobrzędowego. Jednocześnie 2180 mieszkańców zadeklarowało polską przynależność narodową, 515 białoruską, 1 niemiecką, 1.645 żydowską, 65 rosyjską, 5 małoruską a 2 litewską. Było tu 844 budynków mieszkalnych. Miejscowość należała do miejscowej parafii rzymskokatolickiej i prawosławnej. Podlegała pod Sąd Grodzki w Dziśnie i Okręgowy w Wilnie; mieścił się tu właściwy urząd pocztowy.
W okresie międzywojennym w Dziśnie funkcjonowało m.in. Gimnazjum im. ks. Grzegorza Piramowicza. W 1928 roku dyrektor gimnazjum dr Tadeusz Staniewski został odznaczony Srebrnym Krzyżem Zasługi za „zasługi w pracy społecznej i oświatowej”.
Miasto przynależało administracyjnie do powiatu dzisnieńskiego województwa wileńskiego.

## II wojna światowa
17 września 1939 roku grupka żołnierzy Korpusu Ochrony Pogranicza oraz polskich uczniów miejscowego gimnazjum pod dowództwem nauczyciela geografii por. rez. mgr Zygmunta Giergowicza (później zamordowany w Katyniu) podjęła się obrony miasta. Walki rozpoczęły się około 3 w nocy i trwały do około 7 rano. Po wkroczeniu NKWD miejscowi komuniści wskazywali zasłużonych Polaków do aresztowań. Wieczorem rozbito popiersie Józefa Piłsudskiego.
Od 5 lipca 1941 do 4 lipca 1944 miasto było pod okupacją niemiecką; hitlerowcy założyli tu obóz zagłady. W czerwcu 1942 r. w mieście zginęło 2181 osób.

Stare fotografie:
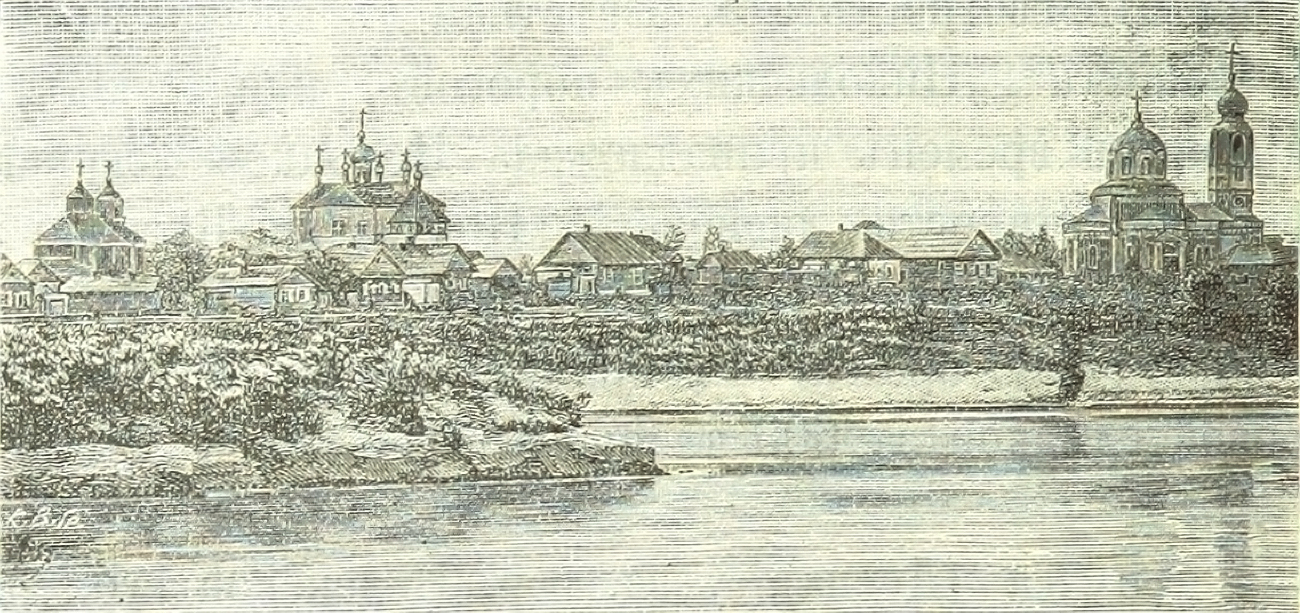
Dzisna u schyłku XIX w.
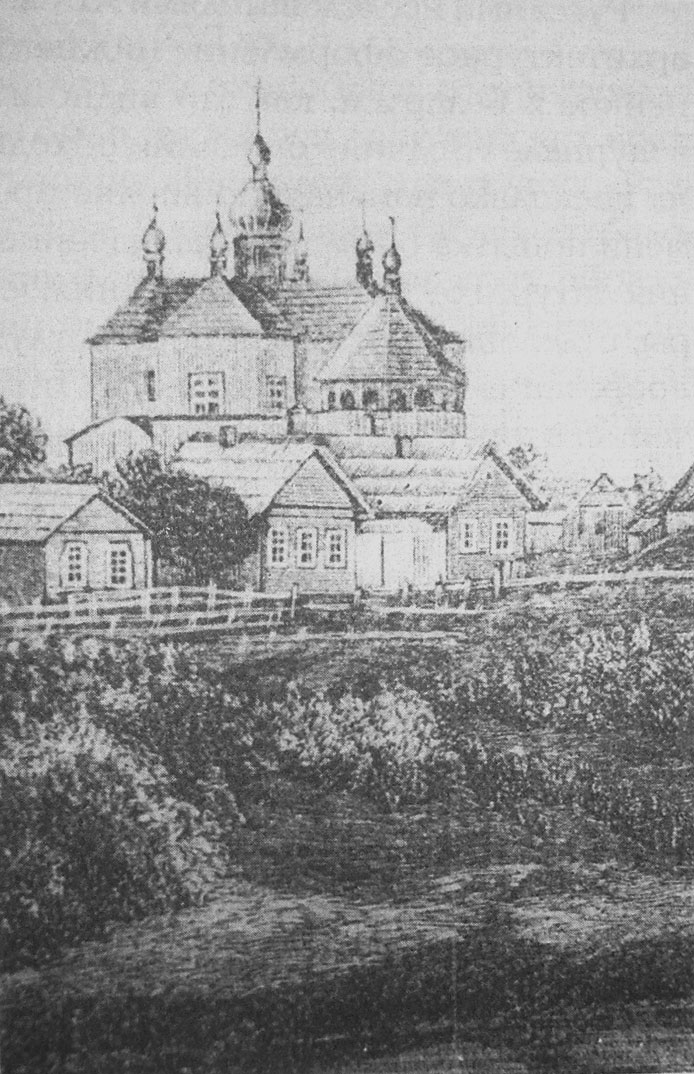
Monaster w Dziśnie u schyłku XIX w.
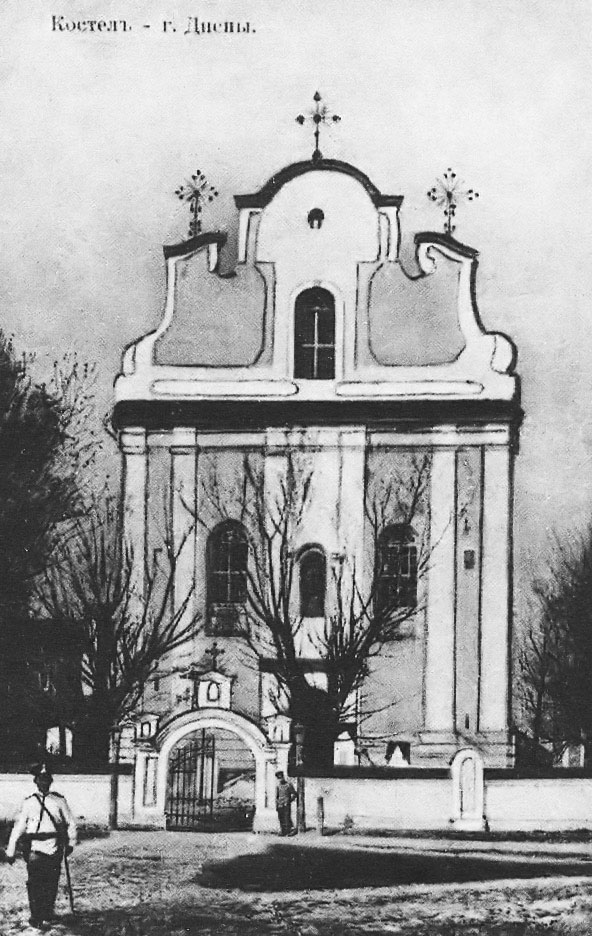
Kościół Niepokalanego Poczęcia NMP na pocz. XX w.
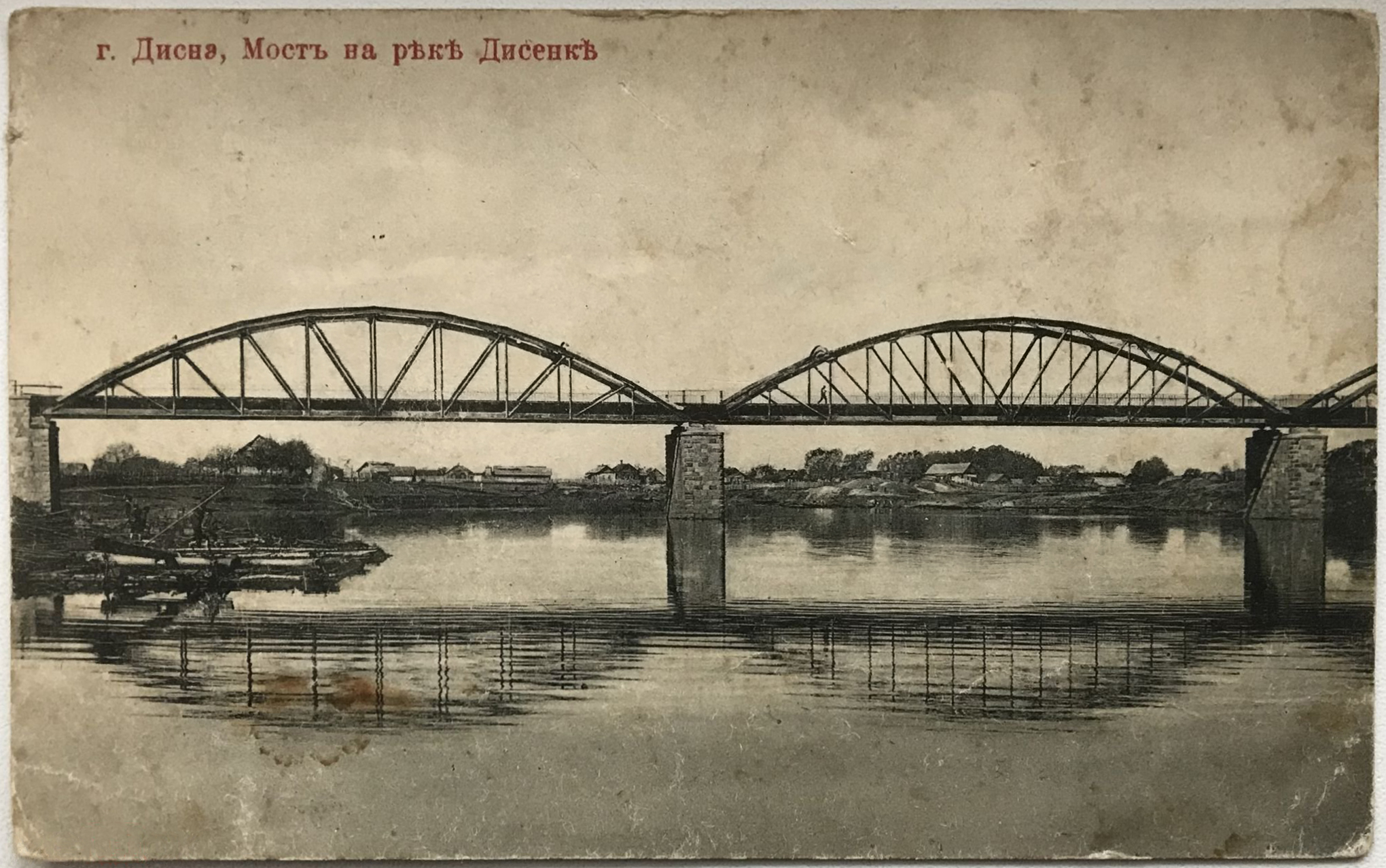
Most na Dzisieńce na pocz. XX w.
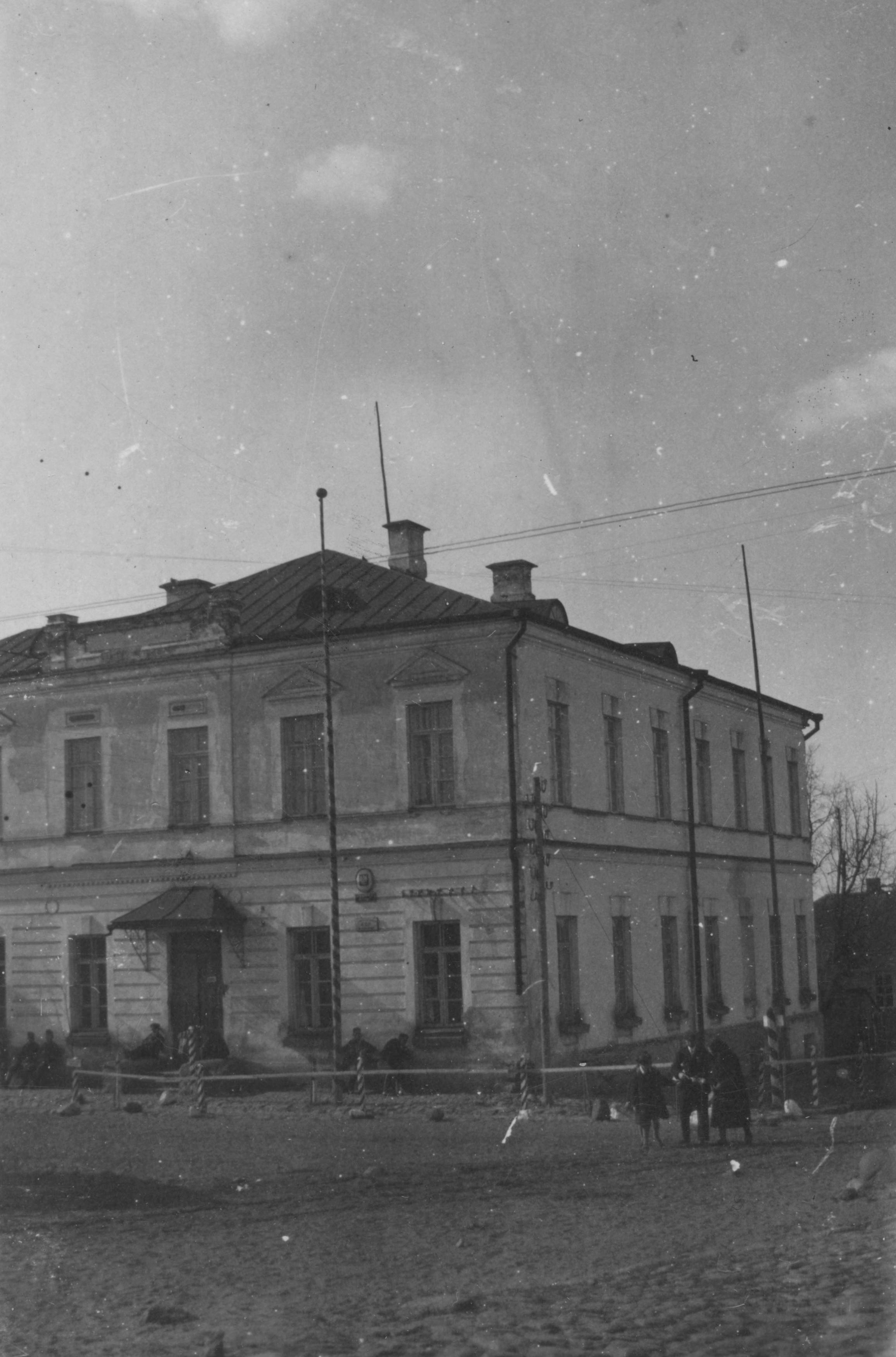
Strażnica KOP (tzw. Biały Dom) w czasach II RP
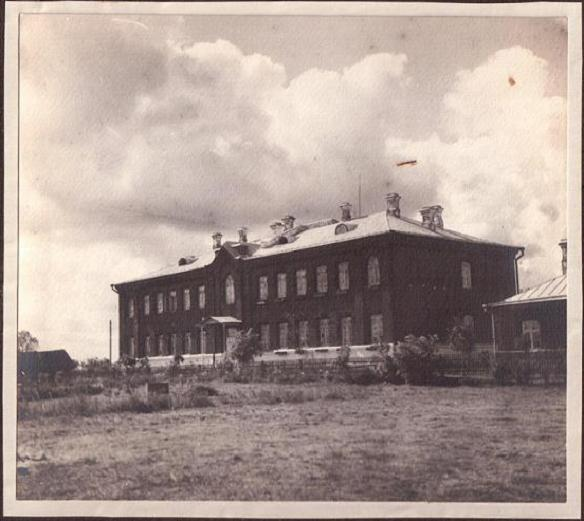
Gimnazjum w Dziśnie w czasach II RP
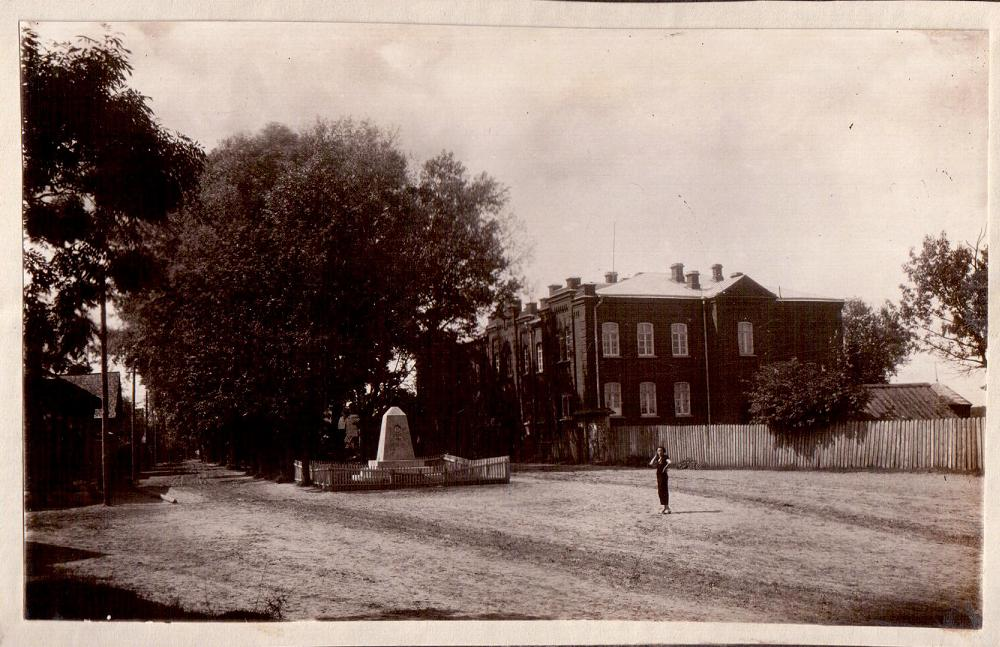
Szpital powiatowy i pomnik Józefa Piłsudskiego w czasach II RP

## Zabytki
- Kościół katolicki pod wezwaniem Niepokalanego Poczęcia NMP z 1773 roku w stylu barokowym. Franciszkanie początkowo rezydowali w zabudowaniach drewnianych, lecz w 1773 roku wznieśli nowe, murowane budynki klasztorne i kościół. Kościół wysadzono w powietrze w 1956 roku. Nabożeństwa odprawia się w niewielkiej kaplicy dobudowanej do prezbiterium świątyni. Od 2007 roku trwa odbudowa kościoła.
- Pozostałości wałów zamku króla Stefana Batorego na rzecznej wyspie.
- Strażnica KOP („Biały Dom”)
- Cerkiew prawosławna pw. Zmartwychwstania Pańskiego z 1870, parafialna
- Cmentarz katolicki
- Cmentarz żydowski
- Stary szpital z XIX wieku (w ruinie)

## Urodzeni w Dziśnie
- Wiaczesław Bohdanowicz – białoruski teolog prawosławny i działacz społeczny, senator I i II kadencji w II RP (1922–1930)

Z okolic Dzisny pochodzili przodkowie premiera Polski Mateusza Morawieckiego.